# 地頭トンネル
地頭トンネル又は地蔵トンネル（じぞうトンネル）は、鹿児島県大島郡瀬戸内町に跨る地頭峠を貫く国道58号のトンネル。別名、地頭峠バイパスとも呼ばれる。地頭峠の旧道のバイパスとして造られ、奄美大島の中では最南端のトンネルである。

## 概要
- 竣工 : 1995年（平成7年）
- 全長 : 1,065 m
- 発注元 : 鹿児島県
- 管理 : 大島支庁（瀬戸内事務所）[2]

## 沿革
- 1995年（平成7年） : トンネル供用開始。
- 2010年（平成22年）10月20日 : 奄美豪雨の影響で国道58号（名瀬 - 古仁屋間）が通行止めになり、地頭トンネルも通行止め。
- 2010年（平成22年）11月17日 : 夜間通行止めが解除され、完全に交通規制が解除された[3]。

## 周辺
- 地頭峠
- 瀬戸内町役場
- 海上自衛隊奄美基地分遣隊
- 高知山

## 隣
国道58号
地頭トンネル - 網野子バイパス（勝浦トンネル - 網野子トンネル） - 石釜トンネル